# (6231) Hundertwasser
(6231) Hundertwasser ist ein Asteroid des inneren Hauptgürtels, der am 20. März 1985 von dem tschechischen Astronomen Antonín Mrkos am Kleť-Observatorium (IAU-Code 046) bei Český Krumlov entdeckt wurde.
Der mittlere Durchmesser des Asteroiden wurde mit 5,529 (±0,344) km berechnet, die Albedo mit 0,252 (±0,062).
Der Asteroid wurde nach dem österreichischen Künstler Friedensreich Hundertwasser (1928–2000) benannt, der vorrangig als Maler, aber auch in den Bereichen Architektur und Umweltschutz tätig war. Die Benennung erfolgte auf Vorschlag der tschechischen Astronomin Jana Tichá durch die Internationale Astronomische Union (IAU) am 23. Mai 2000.